# Ceràmica de Manises

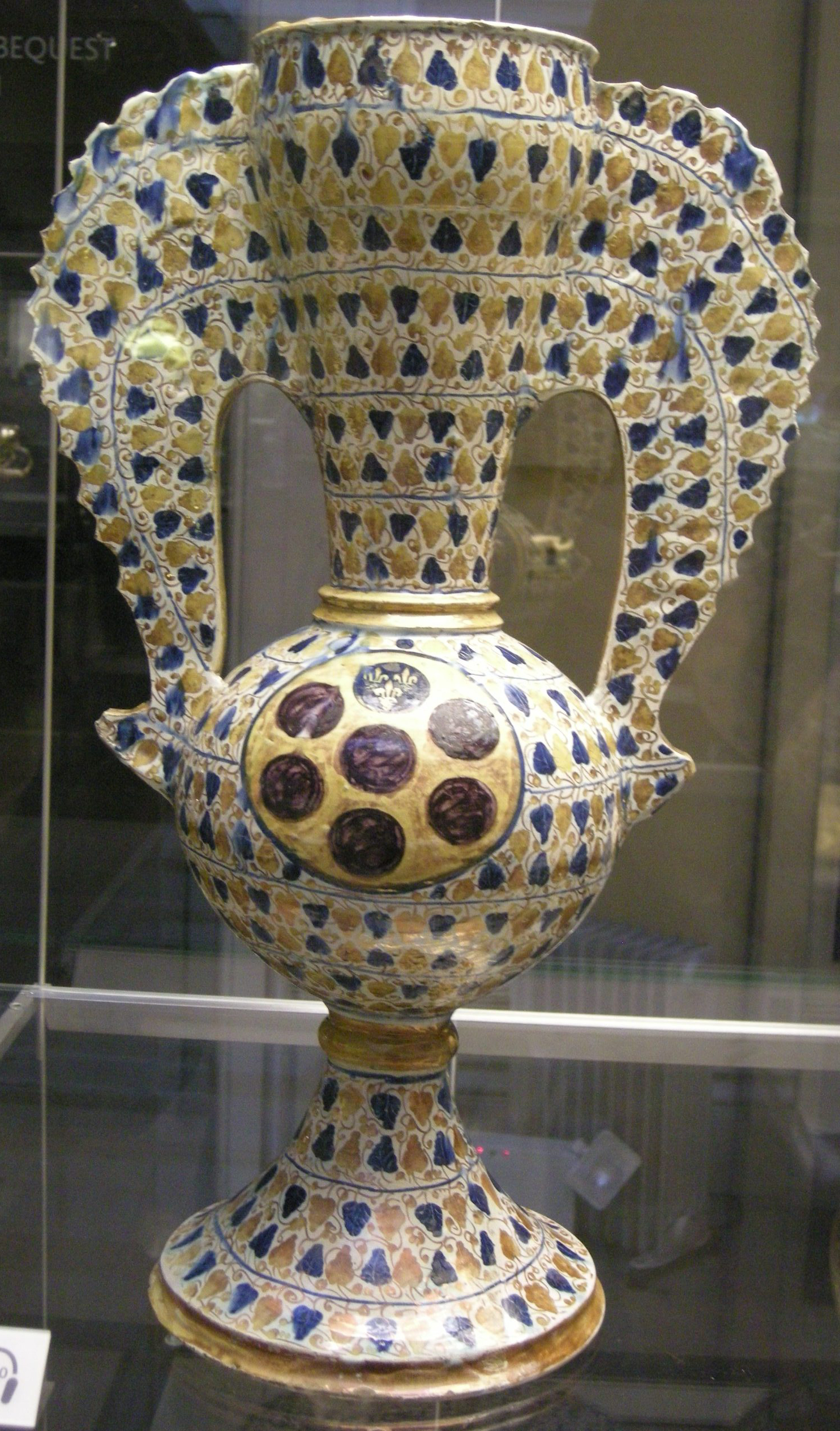
Gerra de majòlica de Manises, amb nanses en ala i escut dels Mèdici (entre 1465-92). British Museum

La ceràmica de Manises, al País Valencià, està representada per la variada fàbrica d'aquest important focus de terrisseria, que de terrissa i pisa, tradicionals des del s. XIV, ha evolucionat cap a la producció de diversos tipus de pastes ceràmiques (pisa fina, majòlica, porcellana, gres) i vernís.

## Història
La conquesta cristiana dels anys 1237-1238 de gran part del regne musulmà de València per Jaume I suposà, en el posterior repartiment de senyorius, la concessió de les alqueries de Paterna i Manises a l'aragonés Artal de Luna. En el cas de Manises, la seua posterior venda al 1304 a Pere Boïl (IV senyor de Manises) acabaria sent origen d'una pròspera indústria artesana. Els investigadors coincideixen a acceptar que els terrissers de la zona produïen pisa daurada a la primeria del s. XIV. Fruit d'aquella terrisseria goticomudèjar, serien els excel·lents exemplars de ceràmica blava i amb reflex metàl·lic daurat trobats en excavacions arqueològiques al subsol de Manises. No menys important fou la taulelleria produïda pels alarifs moriscs en aquest període, de la qual el museu de la ciutat exposa una àmplia col·lecció de terres.
Aquella pisa de Manises amb reflexos en tons daurats i blaus s'imposà en tot Europa fins a finals del s. XVI, i se la denominava "producte de València" o "Mallorca" (Majòlica, i després majòlica), a causa de l'origen dels comerciants marins que la comercialitzaven.
Al s. XVIII, la influència de la veïna Reial Fàbrica de Pisa i Porcellana de l'Alcora i l'emigració de terrissers per problemes laborals, suposà l'abandó dels recursos tradicionals moriscs de reflex metàl·lic, i s'hi introduïren policromia viva i el blau intens en la decoració.
El 1941, després de la Guerra de Franco, Manises vivia de la seua indústria ceràmica, amb vuitanta fàbriques i uns cinc mil treballadors (el trenta per cent d'ells dones). Les noves tecnologies i necessitats ampliaren la producció històrica a nous components sanitaris i per a material elèctric. A la fi del s. XX, Josep Pérez Camps, director del Museu de Ceràmica de la localitat, donava notícia de l'existència a Manises de terrisser d'obra prou tradicional.
Hereu en certa manera de l'Escola de Ceràmica de Manises, creada per Vicent Vilar David i Vicent Mora Arenes, a la vella alqueria de la família Ferraro està instal·lat el Museu de Ceràmica administrat per l'ajuntament de la ciutat.

### Exportació

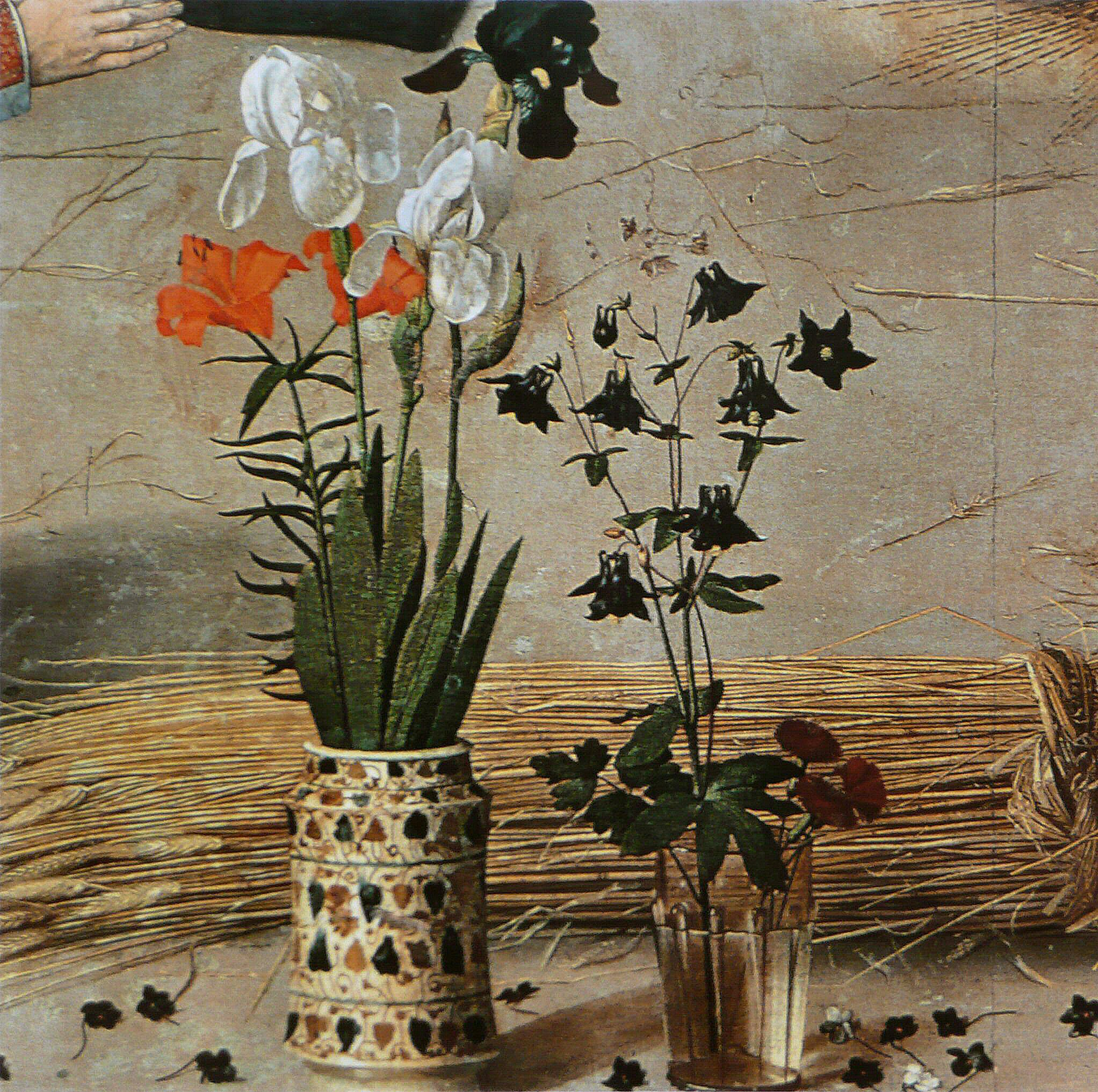
Gerra de Manises en el detall del Retaule de Portinari d'Hugo van der Goes, cap a 1475

A l'origen, el comerç de la pisa de Manises creà companyies d'exportadors, al principi italianes, xipriotes i turques, i després catalanes i mallorquines, que salpaven del Grau de València i transportaven pisa, terrisseria i rajola embalades en grans cossis embotits amb corda i palla. Els principals clients eren a França, diversos principats d'Itàlia, Sicília, Venècia, Turquia i Xipre, i molt especialment al Regne de Nàpols, on la cort d'Alfons el Magnànim esdevingué un aparador de la pisa de Paterna i Manises. També els papes Calixt III i Alexandre VI incorporaren aquesta pisa al Vaticà. A Europa, se n'han trobat en museus, palaus i restes arqueològiques diferents exemples a Flandes i països bàltics; la història de la pintura n'ha deixat mostres: la taula central del tretaule de Portinari d'Hugo van der Goes, a la Galeria Uffizi de Florència, obres dels germans Humbert i Jan van Eyck, etc.

## Vaixella i tipus
A més de la històrica vaixella morisca de reflex metàl·lic, Manises ha produït terrisseria envernissada amb el típic vidriat groc amb taques verdes, molt popular. També era habitual a Manises la terrisseria rogenca vidriada ordinària, coneguda com a obra «aspra» per diferenciar-la de la pisa policroma.

La rica varietat de la ceràmica manisenca ha estat estudiada en diversos manuals, com ara Vocabulari de la ceràmica de Manises, publicat al 1933 pel Francesc Almela i Vives.

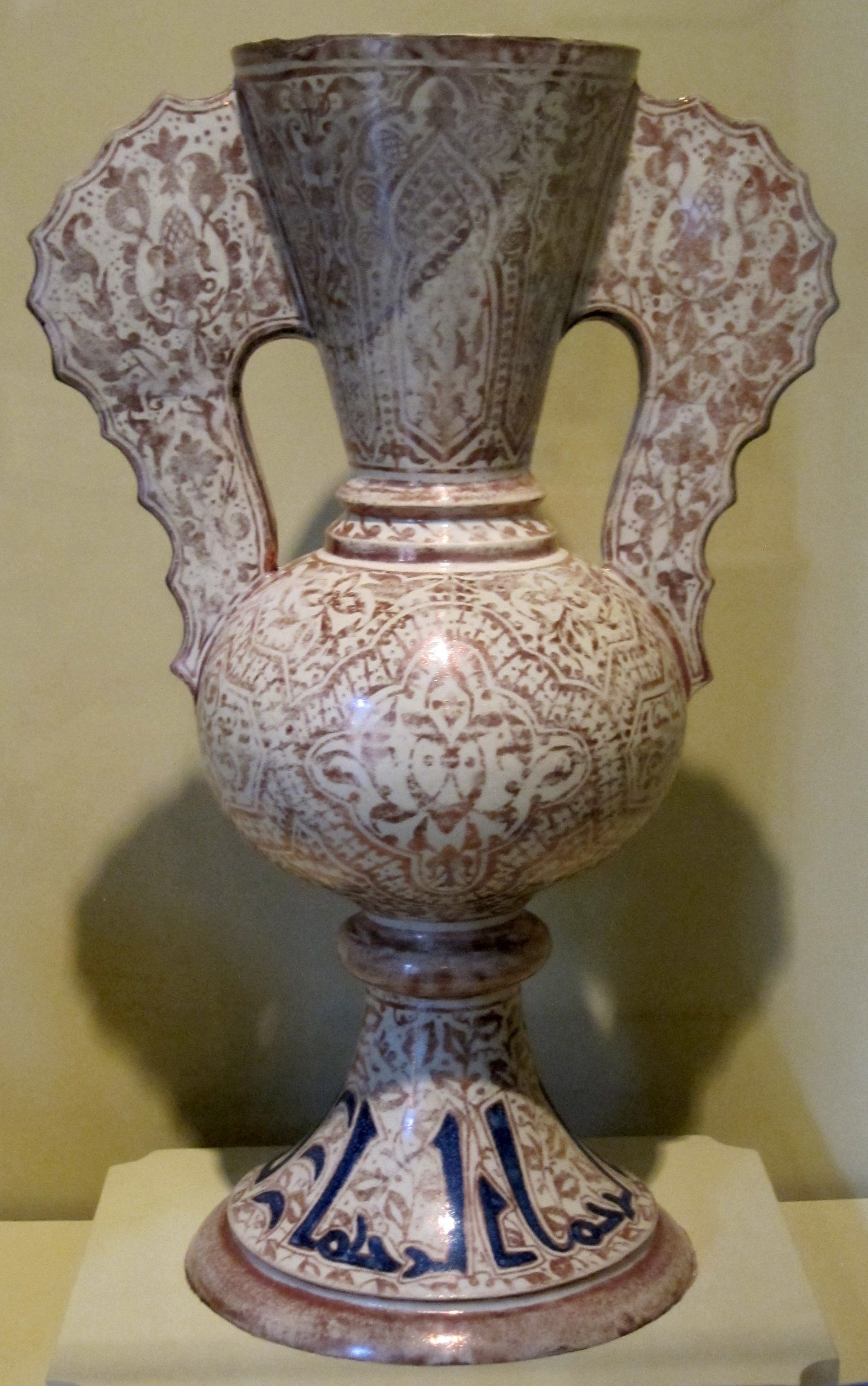
Gerro 'd'orelles' en reflex daurat del s. XIV. Museu d'Honolulu.
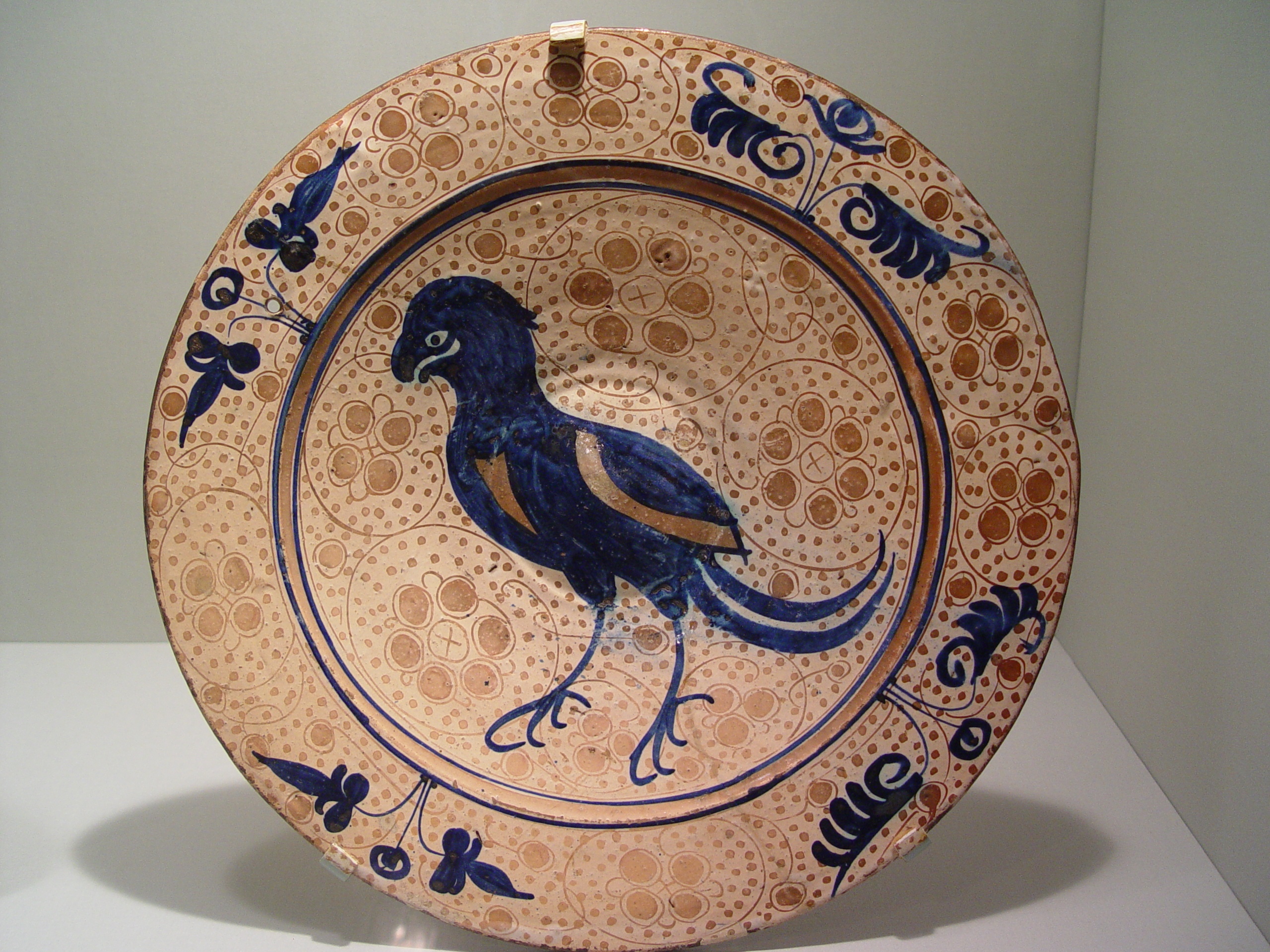
Plat de 36 cm de diàmetre (cap a 1430–50) LACMA (Califòrnia)
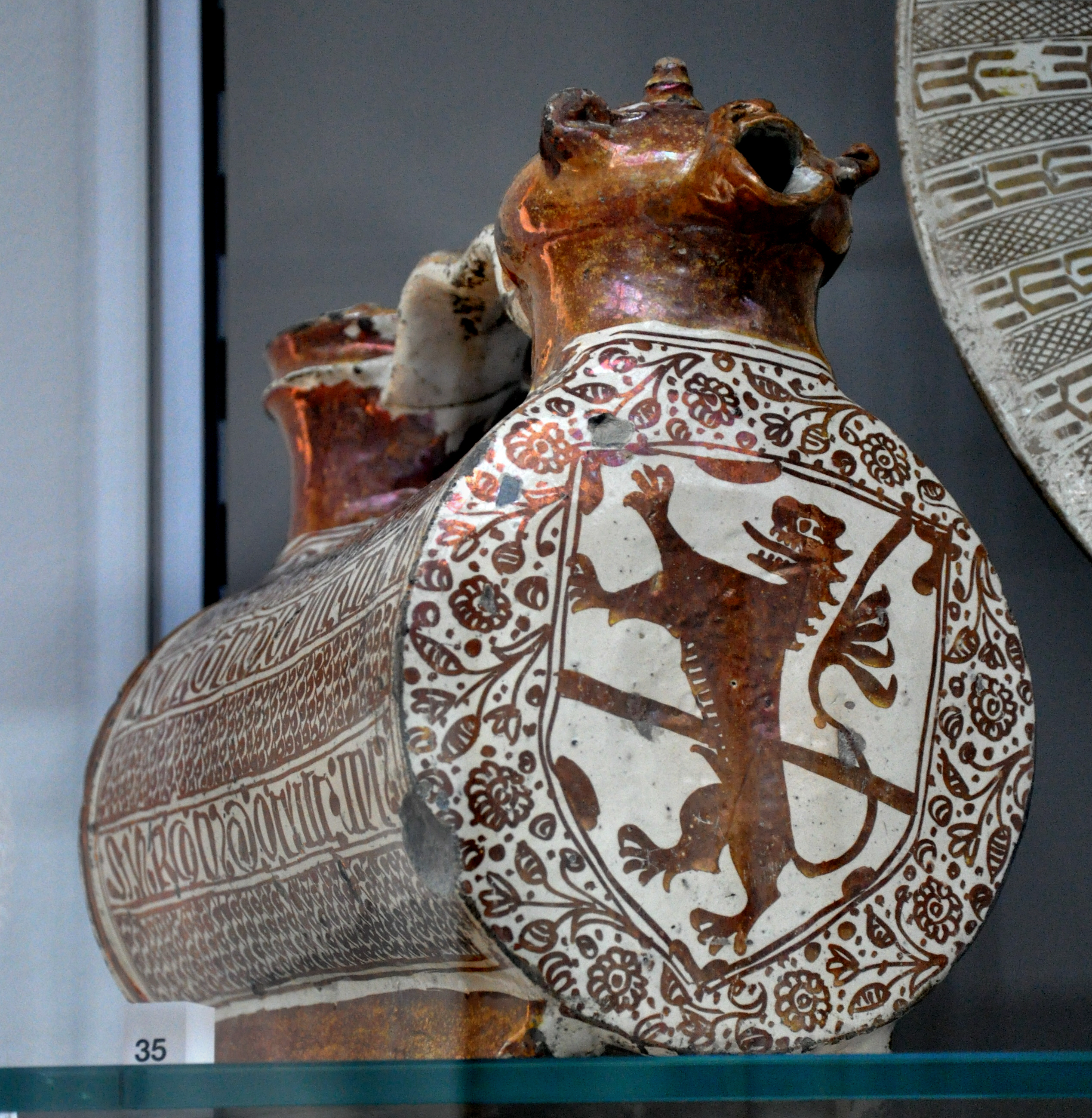
Rentamans de Manises (1520-1550). Museu Victòria i Albert (Londres)